# Veranus van Cavaillon

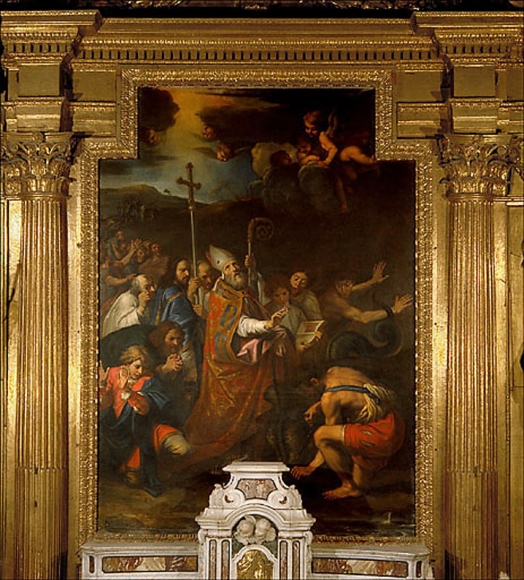
Bisschop Veranus als drakendoder. Schilderij in de (voormalige) kathedraal van Cavaillon

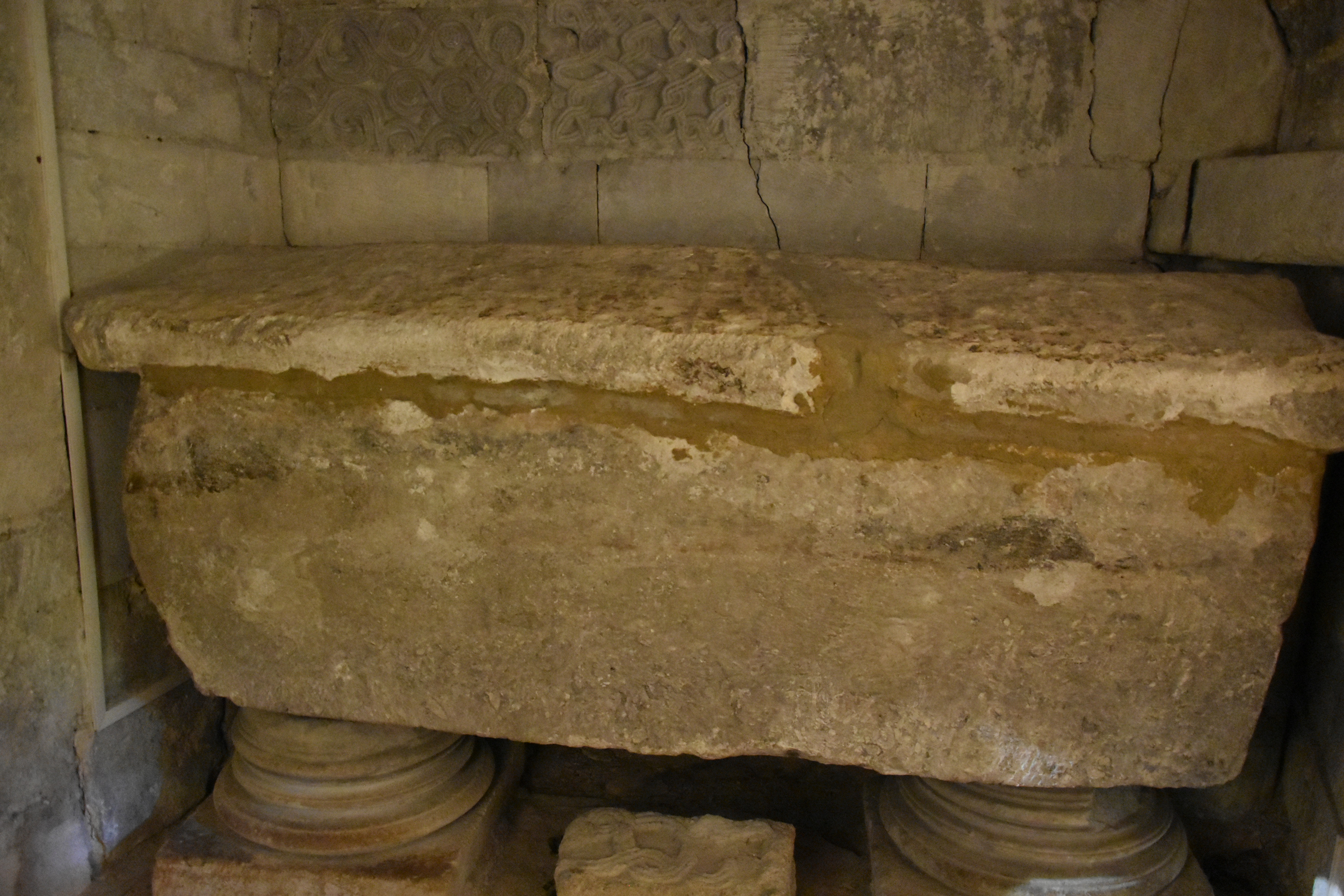
6e-eeuwse sarcofaag van Veranus in de kerk van Fontaine-de-Vaucluse, nabij Cavaillon

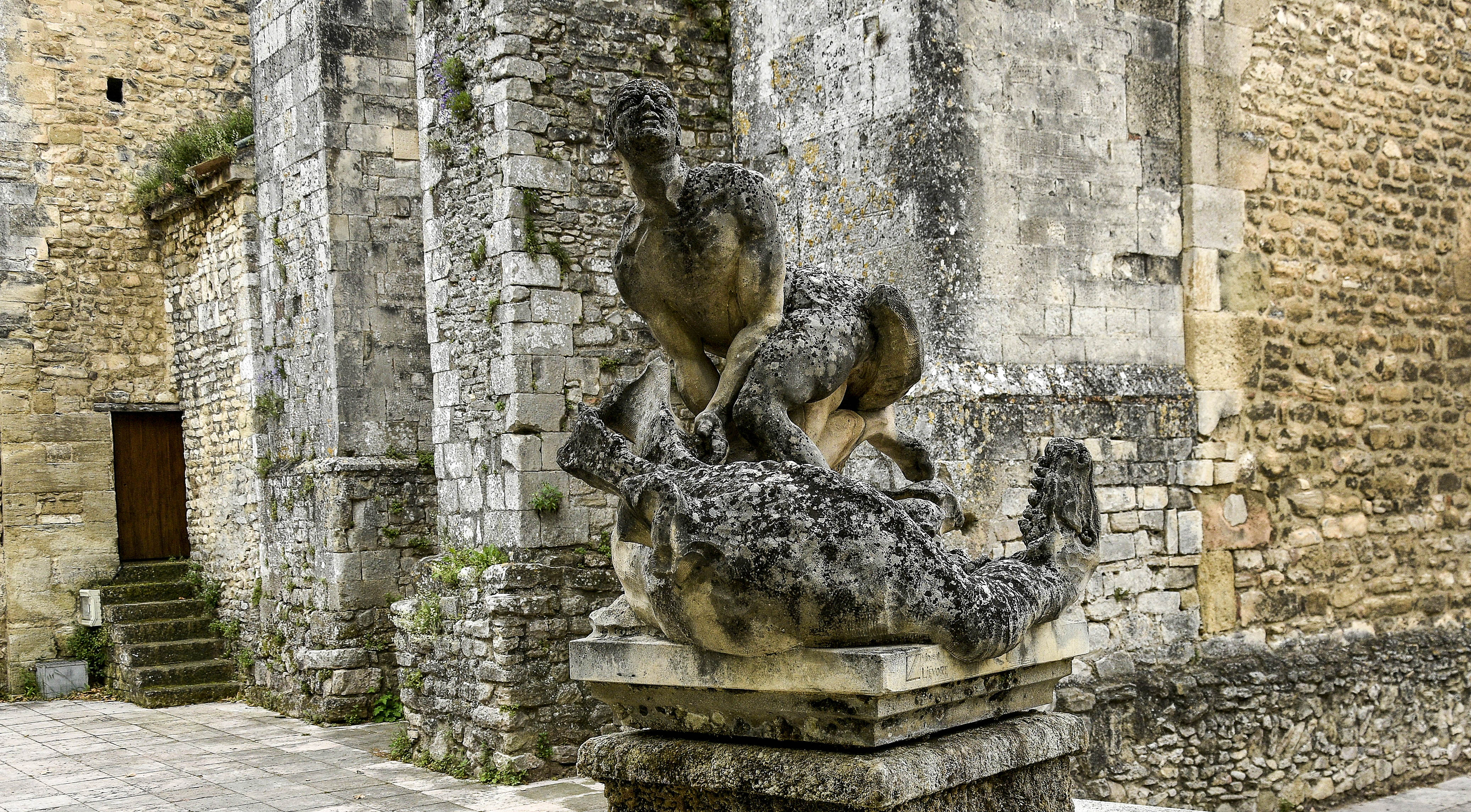
Veranus van Vaucluse te Fontaine-de-Vaucluse

Veranus van Cavaillon (Javols, circa 520 – Cavaillon, circa 590) was bisschop van Cavaillon vanaf 585 tot zijn dood. Als heilige werd hij aanbeden als beschermheer van de herders omdat hij een draak doodde volgens de legendes over hem.

## Synoniemen
- Vrain, wat een vertaling is in de taal der Bourgondiërs, een Germaans volk in de Rhônevallei
- Véran(d), wat een Franse vertaling is van de Latijnse naam Veranus.

## Historiek
Veranus werd geboren in Javols, een grensstad der Franken in Austrasië. Martinus van Tours was een tijdgenoot die over Veranus schreef. Veranus leefde als kluizenaar en als prediker in de bergen van Fontaine-de-Vaucluse. Volgens de legende leefde er in de karstbron van de rivier Sorgue een draak. De draak droeg de naam Coulo(u)bre. Deze draak verliet de Fontaine de Vaucluse om schapen in de streek te doden. Veranus doodde de draak, tot opluchting van de herders. In Fontaine-de-Vaucluse deed hij nog andere wonderen volgens de legendes, zoals duiveluitdrijvingen. In 585 was Veranus in Poitiers. Sigebert I, de zegevierende Merovinger, had grondgebied veroverd in de Provence voor zijn rijk Austrasië. Sigebert duidde Veranus aan tot bisschop van Cavaillon (585). In datzelfde jaar nam Veranus deel aan de tweede synode van Mâcon, in Frankisch Bourgondië. Hij wordt aanzien als de bouwheer van de eerste kathedraal van Cavaillon (circa 590), en dit voor een bisdom dat al bestond sinds de jaren 400.
Van Veranus werd verhaald dat hij de peetvader was van Theuderik II, de latere koning van Bourgondië en Austrasië. De doopplechtigheid vond plaats in Orléans.

## Postuum
Na zijn dood, circa 590, werd Veranus begraven in het kerkje van Fontaine-de-Vaucluse en heilig verklaard. Zijn sarcofaag werd er een pelgrimsoord. Pelgrims kwamen bidden bij zijn graf en zich laven in het bronwater. Dit kerkje werd later verwoest, doch de sarcofaag is over de eeuwen bewaard gebleven. De sarcofaag staat nog steeds in Fontaine-de-Vaucluse. In de 11e eeuw verhuisden relikwieën van Veranus naar Jargeau in het bisdom Orléans. De overige relikwieën van Veranus werden in 1311 overgebracht naar de kathedraal van Cavaillon. De ganse periode van de middeleeuwen bleef de kerk van Fontaine-de-Vaucluse een bedevaartsoord voor Veranus van Cavaillon. Legendes bleven voortleven dat de relikwieën alsook de lege sarcofaag in de kerk van Fontaine-de-Vaucluse overstromingen tegenhielden.

## Gemeentenamen
Meerdere gemeenten in de Rhônevallei maar ook daarbuiten in Frankrijk dragen de naam van deze heilige.
- Saint-Véran in de Hautes-Alpes
- Saint-Vérand (Isère)
- Saint-Vérand (Rhône)
- Saint-Vérand (Saône-et-Loire)
- Saint-Vrain (Essonne)
- Saint-Vrain (Marne)

- Gemeinsame Normdatei: 100963765
- Virtual International Authority File: 69286660
- WorldCat: E39PBJcgtWpfyGkWYWqxXgQTHC